# Rabastens de Bigòrra
Rabastens de Bigòrra (en francès Rabastens-de-Bigorre) és un municipi francès situat al departament dels Alts Pirineus i a la regió d'Occitània.

## Demografia
| 1962                                       | 1968  | 1975  | 1982  | 1990  | 1999  | 2007  |
| ------------------------------------------ | ----- | ----- | ----- | ----- | ----- | ----- |
| 1.050                                      | 1.083 | 1.082 | 1.229 | 1.284 | 1.336 | 1.425 |
| Des de 1962: població sense dobles comptes |       |       |       |       |       |       |

## Administració
| Període   | Identitat           | Partit |
| --------- | ------------------- | ------ |
| 1971-1989 | Jean-Bernard Gissot | RPR    |
| 1989-2008 | Pierre Lalanne      | PS     |
| 2008-     | Alain Guillouet     |        |